# وانگ یانگ‌مینگ
وانگ یانگ‌مینگ (انگلیسی: Wang Yangming؛ ۳۱ اکتبر ۱۴۷۲ – ۹ ژانویهٔ ۱۵۲۹) فیلسوف، و نویسنده اهل دودمان مینگ بود.